# Nate Driggers
Nathan Allen "Nate" Driggers (Chicago, Illinois; 12 de octubre de 1973) es un exjugador de baloncesto estadounidense que disputó una temporada en la NBA, además de jugar en ligas menores de su país, en Europa, en México y en Australia. Con 1,96 metros de estatura, jugaba en la posición de base.

## Trayectoria deportiva

### Universidad
Jugó durante cuatro temporadas con los Falcons de la Universidad de Montevallo, en las que promedió 19,8 puntos y 7,8 rebotes por partido. En su última temporada fue elegido jugador del año de la Southern States Conference y de la NAIA, tras batir el récord de su universidad en anotación en una temporada, con 28,5 puntos por partido.
Es el único jugador salido de dicha universidad en llegar a jugar en la NBA.

### Profesional
Tras no ser elegido en el Draft de la NBA de 1995, probó con los Denver Nuggets, pero fue despedido. Jugó en la CBA hasta que al comienzo de la temporada 1996-97 fichó por Boston Celtics, siendo despedido tras pocos partidos y reenganchado meses después. En total disputó quince partidos en los que promedió 2,4 puntos y 1,5 rebotes.
Tras su breve paso por la NBA, jugó en diversos equipos europeos, de Australia y de México. En 2009 fue detenido por vender falsificaciones de las zapatillas Nike Air Jordan.

## Estadísticas de su carrera en la NBA

### Temporada regular
| Temporada | Edad | Equipo         | Liga | Pos. | P  | TIT | MIN | TC  | TCA | %TC  | 3P  | 3PA | %3P  | TL  | TLA | %TL  | R.OF. | R.DEF. | REB | ASIS | ROB | TAP | PER | FP  | PTS |
| 1996-97   | 23   | Boston Celtics | NBA  | SG   | 15 | 0   | 8.8 | 0.9 | 2.9 | .302 | 0.0 | 0.6 | .000 | 0.7 | 0.9 | .714 | 0.8   | 0.7    | 1.5 | 0.4  | 0.2 | 0.1 | 0.4 | 0.7 | 2.4 |
| Total     |      |                | NBA  |      | 15 | 0   | 8.8 | 0.9 | 2.9 | .302 | 0.0 | 0.6 | .000 | 0.7 | 0.9 | .714 | 0.8   | 0.7    | 1.5 | 0.4  | 0.2 | 0.1 | 0.4 | 0.7 | 2.4 |